# Vladek Sheybal
Władysław Rudolf Sheybal, dit Vladek Sheybal, est un acteur polonais né à Zgierz le 12 mars 1923 et mort à Londres le 16 octobre 1992.

## Biographie
Il est principalement connu pour avoir joué dans le James Bond : Bons Baisers de Russie, le rôle de Kronsteen.

## Filmographie
Sauf indication contraire, les informations mentionnées dans cette section peuvent être confirmées par la base de données cinématographiques IMDb,  présente dans la section « Liens externes ».

### Acteur

#### Cinéma
- 1957 : Ils aimaient la vie (Kanał) de Andrzej Wajda : Michał Ogromny, le compositeur
- 1957 : Trzy kobiety de Stanisław Różewicz : l'officier de la Gestapo
- 1961 : Man of Rope (court métrage) de Michael Elster et Laszlo Marton : prisonnier
- 1963 : Bons Baisers de Russie de Terence Young : Kronsteen
- 1965 : Le démon est mauvais joueur (Return from the Ashes) de J. Lee Thompson : Manager
- 1967 : Casino Royale : la représentation du Chiffre
- 1967 : Le Bal des vampires de Roman Polanski : Herbert (voix)
- 1967 : Un cerveau d'un milliard de dollars (Billion Dollar Brain) de Ken Russell : Dr. Eiwort
- 1968 : To Grab the Ring (en) de Nikolai van der Heyde : Mijnheer Smith
- 1968 : Le chat croque les diamants (Deadfall) Bryan Forbes : Dr Delgado
- 1968 : Le ballet des espions (en) (The Limbo Line) de Samuel Gallu : Oleg
- 1969 : Opération V2 (Mosquito Squadron) de Boris Sagal : lieutenant Schack
- 1969 : Danger, planète inconnue (Doppelgänger) de Robert Parrish : le psychiatre
- 1969 : Love de Ken Russell : Loerke
- 1970 : Léo le dernier (Leo the Last) de John Boorman : Laszlo, l'aide de Leo
- 1970 : Narcotic Bureau (Puppet on a Chain) de Geoffrey Reeve : Meegeren
- 1971 : La Vallée perdue (The Last Valley) de James Clavell : Mathias
- 1971 : The Boy Friend de Ken Russell : De Thrill
- 1971 : UFO - Distruggete Base Luna (it) de David Lane (en), Ken Turner et Laxie Turner : Docteur Doug Jackson
- 1972 : The Spy's Wife (en) de Gerry O'Hara : Vladek
- 1972 : Nid d'espions à Istambul (en) (Innocent Bystanders) de Peter Collinson : Aaron Kaplan
- 1973 : Scorpio de Michael Winner : Zemetkin
- 1973 : UFO: Allarme rosso... Attacco alla Terra! de Cyril Frankel, Jeremy Summers et David Tomblin : Docteur Doug Jackson
- 1974 : Les 'S' Pions (S*P*Y*S) de Irvin Kershner : Borisenko
- 1974 : UFO: Contatto radar - Stanno atterrando de Bob Bell : Docteur Doug Jackson
- 1974 : Il bacio de Mario Lanfranchi : le portier de l'auberge
- 1974 : Invasion: UFO de Gerry Anderson, Cyril Frankel, Jeremy Summers et David Tomblin : Docteur Doug Jackson
- 1975 : Le Lion et le Vent (The Wind and the Lion) de John Milius  : The Bashaw
- 1976 : Bordella de Pupi Avati : Francesco
- 1976 : Le Sursis (The Sell Out) de Peter Collinson : le Hollandais
- 1976 : Hamlet de Celestino Coronado : joueur / Lucianus
- 1977 : Les Voyages de Gulliver (en) (Gulliver's Travels) de Peter Hunt : ? (voix)
- 1979 : Avec les compliments de Charlie (Love and Bullets) de Stuart Rosenberg : un employé de l’hôtel (non crédité)
- 1979 : Une femme disparaît (The Lady Vanishes) de Anthony Page : Trainmaster
- 1979 : Avalanche Express de Mark Robson et Monte Hellman : Zannbin
- 1980 : BIM Stars (The Apple) de Menahem Golan : Boogalow
- 1980 : All About a Prima Ballerina de lui-même : Marcus
- 1981 : Feuer und Schwert - Die Legende von Tristan und Isolde (en) de Veith von Fürstenberg : Andret
- 1983 : La Taupe (The Jigsaw Man) de Terence Young : général Zorin
- 1984 : Where Is Parsi? de Henri Helman : Morjack
- 1984 : Memed, My Hawk (en) de Peter Ustinov : Ali
- 1984 : L'Aube rouge (Red Dawn) de John Milius : Bratchenko
- 1986 : The Lost Secret de ? : Professeur Basil Sline
- 1987 : Valtos or the Veil (court métrage) de Patrick Keiller : le narrateur
- 1989 : Le Bateau bar de Frédéric Tanguy : ?
- 1990 : Strike It Rich de James Scott (en) : Kinski
- 1990 : After Midnight de Shani Grewal : Hiyam El-Alfi, le directeur de l'hôtel
- 1992 : Double X: The Name of the Game (en) de Shani Grewal : Pawnbroker

#### Télévision

##### Séries télévisées
- 1957 : Teatr Telewizji : ? (saison 5, épisode 8)
- 1961-1964 : Play of the Week (en) : Mr Prizborski / Gutman / Klaus (3 épisodes)
- 1963 : Ce sentimental M. Varela (The Sentimental Agent) : Arva  (saison 1, épisode 6)
- 1963 : Z-Cars : Yador (saison 3, épisode 11)
- 1964 : The Human Jungle (en) : William Jones (saison 2, épisode 6)
- 1964 : Destination Danger (Danger Man) : Tewfick (saison 2, épisode 6)[1]
- 1965 : R3 (en) : Jan Wolkowski (saison 1, épisode 13)
- 1965 : The Front Page : George Litdz (saison 1, épisode 16)
- 1965 : Monitor (en) : Pierre Louys (saison 8, épisode 15)
- 1965 : The Troubleshooters (en) : Herr Lenz (saison 1, épisode 6)
- 1965-1966 : The Big Spender : Lamarck (5 épisodes)
- 1965-1966 : The Man in Room 17 (en) : Max Opals / Yasha Saroya (saison 1, épisode 1 et saison 2, épisode 1)
- 1966 : Alias le Baron (The Baron) : Frederick Reiner (saison 1, épisode 9)
- 1966 : Court Martial (en) : Lieutenant Josef Dyboski (saison 1, épisode 1)
- 1966 : Le Saint (The Saint) : Nikita Roskin (saison 5, épisode 5)
- 1966 : Theatre 625 (en) : le narrateur (voix : saison 4, épisode 7)
- 1968 : Les Champions (The Champions) : Max Kellor (saison 1, épisode 11)
- 1969 : Callan (en) : Dicer (saison 2, épisode 4)
- 1969 : Strange Report : Kulik (saison 1, épisode 6)[2]
- 1970 : Omnibus (en) : Joseph Goebbels (saison 3, épisode 22)
- 1970 : The Main Chance (en) : Otto Zobel (saison 2, épisode 3)
- 1970-1971 : UFO, alerte dans l'espace : Dr Doug Jackson (10 épisodes)
- 1970-1979 : Play for Today : Hans Weider / monsieur Morango (2 épisodes)
- 1972 : Poigne de fer et séduction (The Protectors) : SAndor Karoleon (saison 1, épisode 2)
- 1974 : Play of the Month (en) : monsieur Miller (saison 9, épisode 7)
- 1974 : Napoleon and Love (en) : Prince Poniatowski (saison 1, épisode 6)
- 1974 : QB VII : Sobotnik (mini-série)
- 1974 : Dial M for Murder : Yerimenko (saison 1, épisode 6)
- 1974 : No, Honestly (en) : Giovanianni (saison 1, épisode 12)
- 1976 : Rogue's Rock (en) : Boris Lubchenko (5 épisodes)
- 1976 : Chapeau melon et bottes de cuir (The Avengers) : : Zarcardi (saison 1, épisode 5)
- 1977 : Supernatural (en) : Her Hubert (1 épisode)
- 1979 : Running Blind : Kennikin (mini-série)
- 1979 : Quest of Eagles : Priest (7 épisodes)
- 1980 : Shogun : Capitaine Ferriera
- 1982 : Les Gens de Smiley (en) : Otto Leipzig (mini-série)
- 1983 : Marco Polo : procureur (non crédité)
- 1984 : Let's Parlez Franglais : ? (saison 1, épisode 7)
- 1986 : Mountbatten, le dernier vice-roi (en) (Lord Mountbatten: The Last Viceroy) : Jinnah (6 épisodes)
- 1992 : The Bill : monsieur Lederman (saison 8, épisode 75)

##### Téléfilms
- 1963 : The Birth of a Private Man de Don Taylor : Jurek Stypulkowsky
- 1972 : Pilatus und andere - Ein Film für Karfreitag de Andrzej Wajda : Kaiphas
- 1980 : The Ghost Sonata de Philip Saville : Bengtsson
- 1989 : Champagne Charlie (en) de Allan Eastman : Count Plasky

### Producteur
- 1960 : Pagliacci de Michael Leeston-Smith

### Réalisateur

#### Cinéma
- 1980 : All About a Prima Ballerina

#### Séries télévisées
- 1955-1957 : Teatr Telewizji (6 épisodes)
- 1961 : A Brother for Joe (3 épisodes)
- 1961 : Play of the Week (en) (saison 7, épisode 16)
- 1961-1962 : ITV Television Playhouse (en) (saison 7, épisode 12 et saison 8, épisode 5)

### Scénariste

#### Cinéma
- 1980 : All About a Prima Ballerina de lui-même

#### Séries télévisées
- 1956 : Teatr Telewizji (saison 4, épisode 4)
- 1961 : ITV Television Playhouse (en) (saison 7, épisode 12)